# Papitu
|  | Aquest article tracta sobre la revista humorística. Si cerqueu el jugador d'handbol, vegeu «Juan Pedro Muñoz Ortiz». |

Papitu va ser un setmanari humorístic i satíric català que es va publicar entre el 1908 i el 1937 que tractava la política i la cultura des d'un punt de vista d'esquerres i catalanista. Aquesta publicació, fundada pel dibuixant Feliu Elias (àlies Apa), va ser un revulsiu cultural de la seva època.

## Història

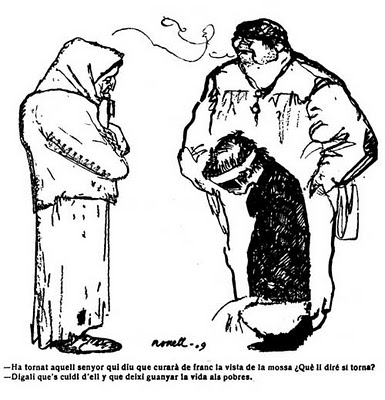
Acudit d'Isidre Nonell de 1909.

El setmanari Papitu va sortir per primera vegada el 25 de novembre de 1908, data que coincideix amb l'aniversari de l'assalt a la redacció del Cu-Cut!. Només per aquesta voluntària coincidència, es veia que la tendència política de la publicació estava orientada més aviat cap a l'esquerra. El Papitu, també tenia un caràcter irreverent i una certa picaresca, com es podia veure en les peces que representaven representants de l'església, que era tractada amb una manca total de respecte. Aquest era el Papitu dels primers temps, el del Feliu Elias i el seu equip. Elias fou processat per fer unes caricatures. Se li aplicà la llei de jurisdiccions i hagué d'exiliar-se a França. Llavors la direcció passà a mans de l'escriptor i filòsof Francesc Pujols.
Amb l'arribada de Francesc Pujols, la revista anà perdent el seu caire polític i irreverent, encara que seguia tenint col·laboradors de gran renom com a l'època de Feliu Elias.
Passada aquesta segona època, i superada la moderació imposada per la dictadura de Primo de Rivera, en què es publica com a pakitu, el setmanari perdé molta qualitat i entrà dintre del terreny de la pornografia, una pornografia més de simbolisme i d'intenció que no pas d'imatge. Les paraules i imatges considerades de mal gust eren substituïdes per frases de doble intenció i per altres simbolismes que podien tenir un significat completament banal, però que adquirien un sentit crític pel sol fet de ser publicades al setmanari. Aquesta tercera etapa durà fins quasi al final. Els últims 18 números, publicats durant la Guerra Civil espanyola, i sota la direcció del Sindicat de Dibuixants Professionals, perderen el caire humorístic que havien tingut i únicament en conservaren el polític.

## Èxit
El Papitu de Feliu Elias va assolir un èxit intel·lectual que no va tenir una traducció en ingressos econòmics. Francesc Pujols, que tenia ganes d'escandalitzar i de sorprendre, va decidir donar-li una orientació nova que va coincidir plenament amb gran part del públic. L'èxit del setmanari només pot ser explicat, segons Pujols, pel sentit eròtic de l'ànima mediterrània. Ho fonamentava pel gran nombre de contes i acudits provocatius que enviaven a la redacció els lectors del setmanari. A l'apartat de «Correspondència» es donava resposta a tots aquests escrits i dibuixos que els lectors enviaven a la redacció. Aquesta resposta, sempre amb un to irònic, és considerada com una altra de les bases de l'èxit de la publicació.
Papitu no entrava en la major part de les llars, però no per això la seva difusió era menor. En la primera època, amb col·laboracions literàries de gran qualitat, s'arribava fins als 5.000 exemplars venuts. A partir de la segona època, el seu tiratge va augmentar fins als 40.000, i va sobrepassar aquesta xifra a la dècada dels anys 20, moment culminant de la publicació.

## Format i preu
El setmanari Papitu sempre va tenir el mateix format i aparença: setze pàgines a tres columnes, profundament il·lustrades amb dibuixos del format 280x220 mm. En la majoria d'ocasions era imprès a una sola tinta sobre paper blanc. Arribats els anys 30, el tiratge passà a fer-se en dos colors, negre i vermell, conservant el format original.
El seu preu original era de 15 cèntims, i en va arribar a valdre 25 en els últims anys.

## Escriptors i dibuixants
Al primer número va reunir les firmes de López Picó, Pompeu Gener, Manuel Reventós, Josep Carner i “Xenius”, però abandonaren ràpidament la publicació sent substituïts per altres escriptors no menys notables, com Màrius Aguilar, Nogueras, Dídac Ruiz o Rafael Moragues.
Amb ells també escrigueren Alexandre Soler i Rovirosa, Montero, Camps Margarit, Leonart, Vives Pastor i Jaume Brossa. Després van arribar Alfons Maseras, Prat Gaballi, Joan Casas i Vila, Tubau, Alfons Roure, Ferran Canyameres, Lluis Capdevila, Fontdevila, Almerich i Josep Maria Planas.
Entre els seus dibuixants destacaren, a més d'Apa, Isidre Nonell, Ramon Casas, Xavier Nogués (àlies Babel), Manuel Humbert, Pere Torné-Esquius, Ismael Smith, Juan Gris, Francesc Labarta, Pau Gargallo, Joan Colom (àlies Adam), Pascual Capuz, Ramírez, Marian Pidelaserra (àlies Pius), Iosif Isern, Joan Vila, Josep Maria Junoy o Josep Aragay, entre d'altres.
Més endavant se'ls van unir Jou, Xavier Güell, Romà Bonet (àlies Bon), Jaume Passarell, Antoni Farré, Rull, Lluis Elias (àlies Anem), Max, Samuel, Abel, Pitus, Prat, Eduard Serra, Pierres, Pérez del Muro, Valentí Castanys, Roqueta, Ricard Opisso, Benigani, Bosch, Bernard, Tusell, Garrido, Melcior Niubó (àlies Niv-Bo, Niubó, Niv, Niu), Cabrero Arnal, Arturo Moreno, Muntañola, Tísner i molts d'altres.

## Estudis i publicacions sobre la revista
Hi ha diversos llibres que parlen de la història i dels dibuixos de la revista. Joan Perucho va fer un recull d'imatges en un llibre publicat l'any 1968, amb pròleg de Sebastià Gasch, i el publicà l'editorial Taber en gran format i tapa dura. A aquest volum, el van seguir altres dedicats monogràficament als dibuixants de la revista: Lata (1969), Jacob (1970), Humbert (1970), Apa (1970), Nonell (1970), i el titulat Tres dibujantes (1970), que aplegava dibuixos de Mompou, Pidelaserra i Junoy, conformant la col·lecció «Grandes dibujantes».
El 1968 Lluís Solà va publicar un estudi sobre la revista, a la col·lecció "Quaderns de cultura" de Bruguera. El mateix llibre es reeditaria, aplegat amb altres estudis de revistes del mateix autor amb el títol Un segle d'humor català (1973). Posteriorment, l'any 1977 s'editarien en format facsímil els números de l'1 al 109, dins la col·lecció Ready Mades de Leteradura.
Lluís Solà reincidiria amb el tema publicant un altre estudi l'any 2008 amb l'editorial Dux, amb el títol Papitu (1908-1937) i les publicacions eroticopsicalíptiques del seu temps.
L'any 2014 va aparèixer un nou volum —un llibre de luxe dins la col·lecció «Pinzells satírics», que també ha recuperat revistes com Cu-cut! o L'Esquella de la Torratxa, amb més de 300 pàgines amb reproduccions a color— coordinat per Jaume Capdevila: Papitu (1908-1937) Sàtira, erotisme i transgressió, amb pròleg de Josep Maria Cadena i a banda del text principal de Capdevila, col·laboracions de Jordi Farré, Albert Rossich, Jordi Riera Pujal, Lluís Solà, Joan Manuel Soldevilla, Maria Dasca, Jaume Collell, Sebastià Roig, i Jordi Clapés que analitzen diversos aspectes de la revista: aproximacions biogràfiques d'Apa i Pujols, la vida bohèmia del Paral·lel, el Papitu més eròtic, el Papitu durant la guerra, o el singular doble sentit del llenguatge papitesc, entre d'altres. Capdevila també ha rescatat els textos satírics de Francesc Pujols publicats a Papitu sota el pseudònim Arpol, en un llibre publicat l'any 2015, titulat Arpòliques.
A banda d'aquests volums monogràfics, altres autors han dedicat a Papitu importants parts de la seva obra. És el cas de Josep Pla (Tres biografies. Maragall, Pijoan, Pujols; Homenots. Primera sèrie; Homenots. Tercera sèrie.), Francesc Pujols (Francesc Pujols vist per ell mateix), Rafael Moragas (50 años de Barcelona), Sempronio (Quan Barcelona portava barret), o Josep Maria Cadena (El Papitu de la primera época).